# Grandi successi (Raffaella Carrà)
Grandi successi venticinquesima raccolta italiana di Raffaella Carrà, pubblicata nel 2014 dall'etichetta discografica Sony Music Columbia.

## Descrizione
Ristampa della compilation I miei successi del 2011, di cui riprende stessa tracklist e contenuto dei 3 CD.
I CD sono alloggiati in un contenitore modificato, normalmente destinato ai DVD (Long Box Digipak).
Anche la successiva antologia Tutto in 3 CD dello stesso anno è a sua volta una ristampa dal contenuto identico a questa e a quella del 2011.